# 丰泽农牧
武汉丰泽农牧科技有限公司简称丰泽农牧，是一家位于湖北省武汉市的食品公司，从事肉猪和种猪的饲养。武汉丰泽是中国首家在美国上市的养猪企业。丰泽农牧在武汉市拥有9座农场，年产能11万只猪。

## 历史
丰泽农牧创立于2005年，公司位于湖北省武汉市黄陂区罗汉寺街办齐岗村。2010年7月20日在美国纳斯达克挂牌交易，共发行200万股，每股6美元。丰泽农牧由此成为武汉首家在纳斯达克主板首发上市企业，也是中国首家在美国上市的养猪企业。